# Локомотив (спортивне товариство)

емблема волейбольного клубу «Локомотив» Харків

емблема футзального клубу «Локомотив» Харків

«Локомотив» — колишнє всесоюзне добровільне спортивне товариство профспілки працівників залізничного транспорту. Створене 12 січня 1936 року.

## Історія
Добровільне спортивне товариство «Локомотив» об'єднувало членів професійної спілки працівників залізничного транспорту. 1939 року Центральну Раду ДСТ поділено на ЦР ДСТ «Локомотив» Центру, ЦС ДСТ «Локомотив» Півдня, ЦС ДСТ «Локомотив» Середньої Азії та ЦС ДСТ «Локомотив» Сходу.
Постанова Секретаріату ВЦРПС від 16 червня 1945 року об'єднала центральні ради ДСТ «Локомотив» Центру, Півдня, Середньої Азії, Сходу та ЦС ДСТ «Стріла» в єдиний «Локомотив». Після реорганізації товариство гуртувало робітників і службовців залізничного транспорту, транспортного будівництва й метрополітену.
Станом на 1972 рік «Локомотив» культивував близько 40 видів спорту, мав 247 стадіонів, бл. 500 спортзалів, 260 лижних баз, 127 стрілецьких тирів, 36 басейнів, 600 спортивно-оздоровчих таборів, туристичних баз та інших закладів, близько 8 тис. спортивних майданчиків і футбольних полів, об'єднував близько 7 тисяч колективів фізкультури (понад 1,3 млн осіб). У складі товариства було 68 заслужених майстрів спорту, 58 майстрів спорту міжнародного класу та 2 тисячі майстрів спорту.
Серед представників ДСТ «Локомотив» були чемпіони Олімпійських ігор, світу та Європи, зокрема:
- гребля на байдарках: Діденко Валерій Антонович, Стеценко Юрій Миколайович, Філатов Юрій Миколайович
- баскетбол: Маментьєва Лариса Володимирівна, Рябушкіна Євдокія Павлівна
- волейбол: Свірідова Валентина Йосипівна, Саричева Тетяна Пилипівна
- плавання: Буре Володимир Валерійович, Панкін Микола Іванович
- фігурне катання: Бєлоусова Людмила Євгенівна, Протопопов Олег Олексійович
- біатлон: Маматов Віктор Федорович
- велосипедний спорт: Царьова Валентина Георгіївна
- легка атлетика: Крепкіна Віра Самойлівна
- лижний спорт: Єрошина Радя
- настільний теніс: Федорова (Грінберг) Світлана Георгіївна
- хокей: Якушев Віктор Прохорович
- шахи: Полугаєвський Лев Абрамович, Спаський Борис Васильович
- шашки: Щегольов В'ячеслав Іванович

Команди «Локомотива» грали у вищій лізі СРСР з багатьох ігрових видів спорту (баскетбол, водне поло, волейбол, футбол, хокей з шайбою, хокей з м'ячем, реґбі). Футбольний клуб «Локомотив» (Москва) двічі вигравав Кубок СРСР з футболу.
Товариство «Локомотив» існувало також в інших комуністичних країнах. Так, у Болгарії зберегли свої колишні назви футбольні клуби «Локомотив» (Пловдив) і «Локомотив» (Софія), у Німеччині — футбольний клуб «Локомотив» (Лейпциг).
фізкультурно-спортивне товариство «Локомотив» досі діє в Росії. Барви: зелено-червоні.

палац спорту «Локомотив», Харків

## Деякі клуби-представники товариства
- Локомотив (волейбольний клуб, Харків)
- Локомотив (футзальний клуб, Харків)
- Локомотив (палац спорту, Харків)
- Локомотив (хокейний клуб, Ярославль)